# Szkarłatne godło odwagi

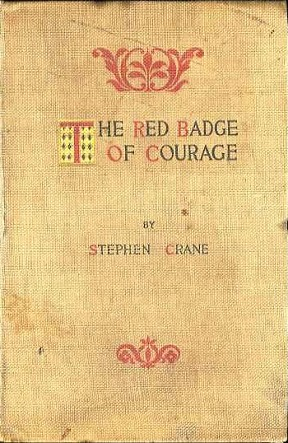
Okładka książki "The Red Badge of Courage"

Szkarłatne godło odwagi (ang. The Red Badge of Courage) – powieść wojenna amerykańskiego pisarza Stephena Crane’a, opublikowana w 1895. Jej akcja rozgrywa się w czasie wojny secesyjnej. Bohaterem jest rekrut Henry Fleming. Traktuje o strachu i odwadze na polu walki. Powieść przyniosła autorowi światową sławę i stabilizację finansową. Spotkała się też z uznaniem ze strony weteranów wojennych.
Wpływ powieści Crane’a można odnaleźć w utworach z XX wieku, jak Nadzy i martwi Normana Mailera i Paragraf 22 Josepha Hellera.
Na język polski powieść przełożył Bronisław Zieliński.